# Dianalund Kommune
| Strukturdaten       | Strukturdaten    |
| ------------------- | ---------------- |
| Sitz der Verwaltung | Dianalund        |
| Fläche              | 68,17 km²        |
| Einwohner           | 7.402 (2005)     |
| Kommune seit 2007   | Sorø Kommune     |
| Website             | www.dianalund.dk |

Dianalund Kommune war bis Dezember 2006 eine dänische Kommune im damaligen Vestsjællands Amt im Westen der dänischen Hauptinsel Seeland. Seit Januar 2007 ist sie zusammen mit den ehemaligen Kommunen Sorø und Stenlille Teil der neuen Sorø Kommune.

## Ortschaften
- Dianalund
- Niløse
- Ruds Vedby
- Skellebjerg
- Tersløse
- Verup